# Strzelanina w Liège (2011)
Strzelanina w Liège – strzelanina, do której doszło w dniu 13 grudnia 2011 roku w belgijskim mieście Liège. Uzbrojony w karabin maszynowy typu FN FAL i granaty hukowe 33-letni Nordine Amrani ostrzelał osoby znajdujące się na placu Saint-Lambert w centrum miasta. W wyniku ostrzału zginęło 5 osób, rannych zostało ponad 120 innych. Sprawca po dokonaniu ataku na przechodniów popełnił samobójstwo. Później odkryto, że przed zamachem zastrzelił sąsiadkę w swoim mieszkaniu.
Sprawca strzelaniny Amrani był wcześniej karany za przestępstwa narkotykowe, nielegalne posiadanie broni, kradzieże oraz skandale na tle obyczajowym. Przed atakiem popadł w kłopoty finansowe, miał też związki z grupą przestępczą handlarzy nielegalnym towarem. Początkowo przypuszczano, że zdarzenie z Liège było atakiem terrorystycznym lub porachunkami grup przestępczych, jednakże później ustalono, że był to atak szaleńca niezwiązanego z żadną organizacją zbrojną. Motywy, którymi Amrani się kierował nie są znane.
Kondolencje rodzinom zabitych przekazali m.in. premier Belgii Elio Di Rupo i król Belgii Albert II. Parlament belgijski uczcił pamięć zamordowanych w Liège osób minutą ciszy. Kondolencje Belgom przesłali przedstawiciele rządów Australii, Estonii, Litwy, Łotwy, Luksemburga, Singapuru i Wielkiej Brytanii oraz przewodniczący Parlamentu Europejskiego Jerzy Buzek.